# Шагін Ґерай
Шахін (Шагін) Ґерай (крим. Şahin Geray, شاهين كراى‎; 1745–1787) — останній кримський хан у 1777—1782 та 1782—1783 рр. з династії Ґераїв. Син Ахмеда Ґерая, онук Девлета II Ґерая.

## Життєпис

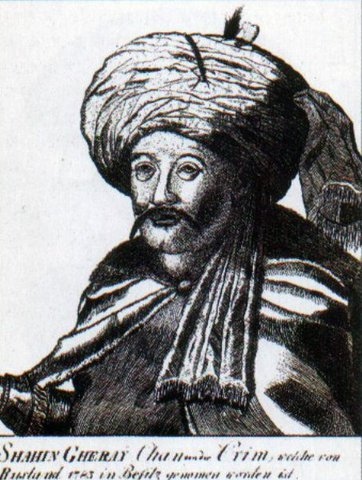
Шахін Ґерай

Народився в Едірне. Зарано втратив батька, з матір'ю мешкав у Салоніках. Здобув гарну освіту, володів французькою, російською, італійською та грецькою мовами. У юності побував в Європі, зокрема тривалий час у Венеції, де вів немусульманський спосіб життя. 1764 року призначається сераскером Кубанської орди, 1768 року — Буджацької, з 1770 року — як сераскер командував ногайцями Єдисану. 1771 року стає калгою та отримав османську посаду паша. Восени того ж року відвідав Санкт-Петербург, де гідно прийнятий та отримав численні подарунки. Для досягнення влади зробив союз з вождем ногайців Джан-Мамбетом, союзником росіян.
Після оголошення незалежності Кримського ханства від Османської імперії і обрання ханом Сахіба II Ґерая став при ньому калгою і вирушив з дипломатичною місією до Петербургу, звідки повернувся через півтора року переконаним прихильником Російської імперії.
Під час повалення Сахіба II Ґерая Девлетом IV Ґераєм 1776 року росіяни поставили Шахіна Ґерая на чолі кубанських ногайців. 1777 року за допомогою росіян і ногайців Шахін Ґерай зайняв Крим і був вибраний кримським ханом.
Незабаром внутрішні реформи Шахіна Ґерая, що передбачали встановлення необмеженої єдиновладності хана, відверто проросійська політична орієнтація і недоречні нововведення в державному і придворному житті позбавили Шахіна Ґерая практично будь-якої підтримки не тільки серед кримських татар, але і серед ногайців, які спочатку підтримували його. Шахін Ґерай придушував заколоти за допомогою російської армії, але 1782 року Бахадиру II Ґераю вдалося ненадовго змістити його з трону. Запанувавши повторно за допомогою російських військ, Шахін Ґерай відновив гоніння на опозицію, але Росія вже не мала наміру далі підтримувати Шахіна Ґерая, готуючись до прямої анексії Кримського ханства. 1783 р. хан був вимушений зректися престолу і держава стала російським володінням.
Державні реформи Шахіна Ґерая за своєю суттю повторювали реформи попередніх ханів, що прагнули підсилити владу монарха й урізати привілеї беїв. Шахін Ґерай скасував звичай обрання хана беями і ввів пряме спадкоємство престолу; зменшив значення бейської ради — Дивана; створив незалежне від бейського командування власне регулярне військо (бешлеїв). Протягом 1780—1783 років упорядкував фінансову систему, став карбувати срібна та мідні монети. Також планував перенести столицю з Бахчисараю до Кафи. Водночас масштаби цих реформ були безпрецедентні. З метою ослаблення аристократії було введено нове адміністративне ділення країни і здійснена передача ханові значної частини бейських земельних володінь.

Монета з надписом:
«Хан Шахін Ґерай»

Шахін Ґерай корінним чином змінив законодавство: скасував шаріатський суд і ввів цивільний. Повністю зрівняв у правах представників усіх релігійних громад у державі.
Культурна реформа Шахіна Ґерая (що виявилася в першу чергу в змінах придворних порядків) викликала особливий опір населення, оскільки відрізнялася поверхневим запозиченням петербурзької моди, що викликало у населення підозри у віровідступництві Шахіна Ґерая. Зрікшись престолу в надії посісти, згідно з обіцянками росіян, перський трон, з 1783 року поневірявся по Тамані, з 1784 року жив у Воронежі, де йому було надано щорічний пансіон в 200 тис. рублів. 1785 року пожертвував 1000 рублів на користь учнів Народного училища, разом з тим, хан завів таємне листування зі своїми наближеними в Бахчисараї. Після арешту плсданця колишнього хана перевели до Калуги.
21 січня 1787 р. переїхав до м. Чифтилін Румелійського еялету Османської імперії. Був прийнятий султаном, але того ж року за підозрою в нових планах політичних інтриг страчений (задушено) на о. Родос.